# (8125) Тиндарей
(8125) Тиндарей (лат. Tyndareus, др.-греч. Τυνδάρεος) — типичный троянский астероид Юпитера, движущийся в точке Лагранжа L4, в 60° впереди планеты. Астероид был открыт 30 сентября 1973 года американскими астрономами К. Й. ван Хаутеном, И. ван Хаутен-Груневельд и Томом Герельсом в Паломарской обсерватории и назван в честь Тиндарея, персонажа древнегреческой мифологии.

Орбита астероида Тиндарей и его положение в Солнечной системе